# Lakeland (Tennessee)
Lakeland es una ciudad ubicada en el condado de Shelby en el estado estadounidense de Tennessee. En el Censo de 2010 tenía una población de 12.430 habitantes y una densidad poblacional de 200,86 personas por km².

## Geografía
Lakeland se encuentra ubicada en las coordenadas 35°15′19″N 89°43′35″O / 35.25528, -89.72639. Según la Oficina del Censo de los Estados Unidos, Lakeland tiene una superficie total de 61.88 km², de la cual 60.79 km² corresponden a tierra firme y (1.77%) 1.1 km² es agua.

## Demografía
Según el censo de 2010, había 12.430 personas residiendo en Lakeland. La densidad de población era de 200,86 hab./km². De los 12.430 habitantes, Lakeland estaba compuesto por el 0.08% blancos, el 0.01% eran afroamericanos, el 0.24% eran amerindios, el 4.45% eran asiáticos, el 0.01% eran isleños del Pacífico, el 1.16% eran de otras razas y el 1.46% pertenecían a dos o más razas. Del total de la población el 3.41% eran hispanos o latinos de cualquier raza.